# Slaviero
Slaviero é um sobrenome de família originária do altiplano das Sette Comuni, na Itália, mais precisamente da comunidade de Rotzo.
O sobrenome pode ser uma variação de "slavero", mas é mais provável que derive da forma medieval "esclaver" que se reduziu a "slaver", com posterior ditongação "slavier", recordando o termo latino medieval "slavus" (de "sclavus", eslavo).
Outras fontes pretendem que slaviero deriva do latim medieval "labrum" (lábio), indicando que nos dialetos alpinos se realiza como "làvaro", "lavero", "làver" e, que com o prefixo intensivo, passa a indicar pessoa de lábios grandes e grossos, de lábios proeminentes.